# كريستال جونغ
كريستال سو جونغ ((هانغل: 정수정)) (من مواليد 24 أكتوبر 1994 ) في سان فرانسيسكو، كاليفورنيا . جونغ سو جونغ المعروفة باسم كريستال مغنية وممثلة وراقصة وعارضة ازياء بدأت مسيرتها الفنية عام 2000. وهي اصغر عضوة في فرقة f(x) إف إكس .

## السيرة الذاتية
ولدت كريستال باسم سو جونغ في سان فرانسيسكو، كاليفورنيا واسمها الأمريكي هو كريستال جونغ، حيث استقرت عائلتها هناك في الثمانينات. وهي الشقيقة الصغرى لجيسيكا جونغ، وهي مغنية وعضوة سابقة في فرقة غيرلز جينيريشن.
و في عام 2000 عندما أصبح عمرها 5 سنوات استقرت عائلتها في كوريا الجنوبية وقدمت هي وأختها على تجارب أداء وكالة إس إم إنترتينمنت وتم قبولهن وتدريبهن إلى أن ترسمت أختها جيسيكا في غيرلز جينيريشن عام 2007 وترسمت كريستال في فرقة إف إكس عام 2009.
كريستال أكملت دراستها في كوريا الجنوبية وتخرجت من جامعة سونغ كيون كوان قسم السينما والمسرح.

## ديسكوغرافيا
| العنوان                                                             | السنة         | المركز في المخططات | المبيعات              | الألبوم                          |
| العنوان                                                             | السنة         | مخطط غاون للموسيقى | المبيعات              | الألبوم                          |
| كمغنية رئيسية                                                       | كمغنية رئيسية | كمغنية رئيسية      | كمغنية رئيسية         | كمغنية رئيسية                    |
| ------------------------------------------------------------------- | ------------- | ------------------ | --------------------- | -------------------------------- |
| "Melody"                                                            | 2010          | —                  | —                     | مشروع ميلودي2 – مودرينتو         |
| الأغاني التعاونية                                                   |               |                    |                       |                                  |
| "When I Was... When U Were..." (بالتعاون مع تشين)                   | 2014          | 31                 | - في كوريا : 76,017+  | إس إم ذا بالاد                   |
| "Breath" (النسخة اليابانية) (بالتعاون مع تشانغمين)                  | 2014          | —                  | —                     | إس إم ذا بالاد                   |
| "I Don't Wanna Love You" (بالتعاون مع جون ون كيم من فرقة غلين تشيك) | 2017          | —                  | —                     | لا يوجد ألبوم                    |
| الموسيقى التصويرية                                                  |               |                    |                       |                                  |
| "Hard but Easy" (بالتعاون مع لونا)                                  | 2009          | —                  | —                     | "المختفي لي بيونغ كانغ" أو أس تي |
| "Spread Its Wings" (بالتعاون مع لونا وآمبر)                         | 2010          | —                  | —                     | "إله التعلم" أو أس تي            |
| "Calling Out" (بالتعاون مع لونا)                                    | 2010          | —                  | —                     | "أخت سانديرلا" أو أس تي          |
| "Because of Me"                                                     | 2011          | —                  | —                     | "ساين أو أس تي"                  |
| "Grumbling" (بالتعاون مع إيتوك)                                     | 2011          | —                  | —                     | ليلة الأحد – متعة اليوم أو أس تي |
| "Butterfly" (بالتعاون مع جيسيكا جونغ)                               | 2012          | 22                 | - في كوريا : 300,352+ | "إلى الجميلة أنتِ" أو أس تي       |
| "Say Yes" (بالتعاون مع جيسيكا جونغ وكريس)                           | 2014          | —                  | —                     | فيلم Make Your Move أو أس تي     |
| "All Of A Sudden"                                                   | 2014          | 25                 | - في كوريا : 167,163+ | فتاتي المحبوبة" أو أس تي         |

## فيلموغرافيا

### المسلسلات
| السنة     | العنوان                  | الدور        | القناة     | ملاحظات                    |
| --------- | ------------------------ | ------------ | ---------- | -------------------------- |
| 2010      | More Charming By The Day | جونغ سو جونغ | إم بي سي   |                            |
| 2011      | مرحبًا بالعرض             | نفسها        | اس بي اس   | ظهور بسيط                  |
| 2011-2012 | هاي كيك                  | آن سو جونغ   | ام بي سي   |                            |
| 2013      | الورثة                   | لي بونا      | إس بي إس   |                            |
| 2014      | نجم البطاطا 2013         | جونغ سو جونغ | تي في إن   | ظهور بسيط في الحلقة 81     |
| 2014      | فتاتي المحبوبة           | يون سي نا    | اس بي اس   |                            |
| 2016      | أسطورة البحر الأزرق      | مين جي       | اس بي اس   | ظهور بسيط في الحلقة الأولى |
| 2017      | عروس إله الماء           | موو را       | تي في إن   |                            |
| 2017      | حياة السجن الحكيمة       | كيم جي هو    | تي في إن   | [ 12 ]                     |
| 2018      | اللاعب                   | تشا اه ريونغ | أو سي إن   | [ 13 ]                     |
| 2020      | البحث                    | سون يي ريم   | أو سي إن   | [ 14 ]                     |
| 2021      | جامعة الشرطة             | أوه كانغ هي  | كي بي إس 2 | [ 15 ]                     |
| 2022      | حب مجنون                 | لي شين آه    | كي بي إس 2 | [ 16 ]                     |

### الأفلام
| السنة | العنوان             | الدور   | ملاحظات                                                              |
| ----- | ------------------- | ------- | -------------------------------------------------------------------- |
| 2012  | أنا.                | نفسها   | فيلم وثائقي لفنانين إس إم إنترتينمنت                                 |
| 2015  | أستمع إلى أغنيتي    | نفسها   | فيلم ذو 10 دقائق للإحتفال بالذكرى السنوية العاشرة لشركة دبليو كوريا. |
| 2015  | إس إم تاون ذا ستايج | نفسها   | فيلم وثائقي لفنانين إس إم إنترتينمنت                                 |
| 2017  | الحب الغير متوقع    | فاي يان | فيلم صيني                                                            |
| 2023  | بيت العنكبوت        |         |                                                                      |

### البرامج الواقعية
| السنة | القناة    | العنوان          | الحلقات | الدور     | مراجع  |
| ----- | --------- | ---------------- | ------- | --------- | ------ |
| 2011  | SBS       | قبلة وبكاء       | 1–14    | المتنافسة |        |
| 2014  | أون ستايل | جيسيكا و كريستال | 1–10    | دور رئيسي | [ 18 ] |

## الجوائز والترشيحات
| السنة | الجائزة                                     | الفئة                                 | العمل المرشح                   | النتيجة |
| ----- | ------------------------------------------- | ------------------------------------- | ------------------------------ | ------- |
| 2010  | جوائز إم بي سي إنترتينمنت                   | أفضل شخص جديد في مجال الكوميديا       | مسلسل More Charming By The Day | فوز     |
| 2014  | مهرجان سول الدولي للفيلم الشبابي السادس عشر | أفضل ممثلة صغيرة                      | الورثة                         | رُشِّح     |
| 2014  | جوائز درامافيفر                             | أفضل ثنائي مع كانغ من هيوك            | الورثة                         | فوز     |
| 2014  | أيقونة الموضة الآسيوية السابعة              | توب10 أيقونة الموضة (مع جيسيكا جونغ)  | جيسيكا و كريستال               | رُشِّح     |
| 2014  | جوائز دراما إس بي إس 2014                   | جائزة الأمتياز - ممثلة في دراما قصيرة | فتاتي المحبوبة                 | رُشِّح     |
| 2015  | الحفل51 من جوائز بايكسانغ للفنون            | أكثر ممثلة تلفزيونية مشهورة           | فتاتي المحبوبة                 | فوز     |
| 2015  | جوائز الفاشونيستا                           | أفضل فاشونيستا أنثى                   | —                              | فوز     |
| 2016  | جوائز جومي مراسم 2016                       | جائزة أيقونة الموضة                   | —                              | فوز     |
| 2016  | جوائز الفاشونيستا                           | أفضل أنثى فاشونيستا (الجائزة الأولى)  | —                              | فوز     |
| 2016  | جمعية مصورين الأزياء الكوريون               | مشاهير السنة – الجذّابة فوتوغرافيًا     | —                              | فوز     |

## روابط أَضافية
- كريستال جونغ على موقع IMDb (الإنجليزية)
- كريستال جونغ على موقع روتن توميتوز (الإنجليزية)
- كريستال جونغ على موقع ميوزك برينز (الإنجليزية)
- كريستال جونغ على موقع ديسكوغز (الإنجليزية)
- كريستال جونغ على موقع قاعدة بيانات الفيلم (الإنجليزية)